# آمزیا (نفتکامسک، باشقیرستان)
آمزیا (انگلیسی: Amzya, Neftekamsk, Republic of Bashkortostan) یک شهرک در ناحیه شهری نفتکامسک در استان باشقیرستان کشور روسیه است.